# 马里木木山猪笼草
马里木木山猪笼草（學名：Nepenthes malimumuensis）是原產於菲律賓民答那峨島潘塔隆山脈的豬籠草，主要生長於海拔1000-1020米的地方。马里木木山猪笼草可以与薩馬加亞山豬籠草区别的地方在于它的上位籠的籠翼退化为骨幹狀或不明显，在两侧中骨有4-5根脈，盖子附属物退化为籠蓋骨。

## 命名來源
物種名稱中，「malimumuensis」表示本种是在马里木木山发现的 。